# Anna Buhigas
Anna Rosa James Buhigas (Columbus, 16 dicembre 1994) è una calciatrice statunitense naturalizzata spagnola, di ruolo portiere.

## Carriera

### Calcio universitario
Buhigas frequenta la Lipscomb University di Nashville, nel Tennessee, affiancando al percorso scolastico quello sportivo indossando per quattro stagioni anche la maglia delle Lipscomb Bisons, la squadra di calcio femminile universitario dell'ateneo iscritta alla Division I della National Collegiate Athletic Association (NCAA) e affiliata alla Atlantic Sun Conference. Qui scende in campo in tutti gli incontri, ricoprendo il ruolo di capitano, e ottiene numerosi riconoscimenti dalla ASUN Conference come miglior atleta e miglior portiere dell'anno.

### Club
Terminata l'università, per il 2017 Buhigas sottoscrive un contratto con il Nashville Rhythm, club che partecipa alla Women's Premier Soccer League, tuttavia già nell'agosto di quell'anno decide di iniziare la sua prima esperienza all'estero trasferendosi in Europa, all'AGSM Verona, per affrontare la stagione 2017-2018 come riserva della belga Diede Lemey, anch'ella appena arrivata alla società veronese. A disposizione del tecnico Renato Longega non trova però molto spazio, marcando solo 4 presenze nel campionato di Serie A, condividendo con le compagne una stagione sottotono rispetto alle precedenti, il 7º posto in campionato e i quarti di finale  di Coppa Italia, ma raggiungendo comunque un'agevole salvezza. Questa sarà anche l'ultima stagione della storica società, che nell'estate 2018 ha ceduto il titolo sportivo all'Hellas Verona svincolando così tutte le sue tesserate.
Durante la successiva sessione estiva di calciomercato Buhigas approda alle campionesse cipriote in carica del Barcelona FA, ottenendo il posto da portiere titolare della squadra e disputando, oltre il Campionato cipriota anche, per la prima volta, la UEFA Women's Champions League nella stagione entrante. In questa competizione ha condiviso con le compagne il percorso che ha visto la sua squadra superare da imbattuta la fase preliminare e, dopo un'ulteriore vittoria al ritorno in trasferta, agli ottavi di finale, venire eliminata dalle scozzesi del Glasgow City, vincitrici all'andata, per migliore differenza reti.
Con l'eliminazione della squadra cipriota dalla Champions League femminile, Buhigas decide di far ritorno in Italia, legandosi al Tavagnacco, in cerca di una sostituta dell'infortunata Alessia Piazza, per la seconda parte della stagione 2018-2019. Con la nuova maglia marca 4 presenze in campionato e disputa entrambi gli incontri dei quarti di finale di Coppa Italia, dove la squadra friulana viene eliminata dalla Juventus vittoriosa in entrambe le partite.
Durante il calciomercato estivo 2019 si trasferisce in Spagna per la sua terza esperienza estera, sottoscrivendo un accordo con il Betis. Con la nuova maglia disputa la Primera División Femenina de España, primo livello del campionato spagnolo, interrotta nella stagione 2019-2020 a causa delle restrizioni dovute alla pandemia di COVID-19 con posizioni congelate alla 21ª giornata e nessuna retrocessione.
Per la stagione successiva rimane ancora in Spagna ma legandosi all'Huelva, squadra con la quale marca 12 presenze su 34 incontri di campionato e che al termine della stagione conclude al 10º posto ottenendo un'agevole salvezza.
Nell'estate 2021 si trasferisce in Albania per la sua quarta esperienza internazionale, legandosi alle campionesse in carica del Vllaznia per affrontare con la società di Scutari, oltre al campionato e Coppa d'Albania, la sua seconda Champions League.
A dicembre 2021 è tornata a giocare in Italia, andando a giocare per il Pomigliano. Dopo aver saltato la stagione 2022-23 per gravidanza, è tornata al Pomigliano per disputare la stagione 2023-24.